# Наводнение в Канберре (1971)
Наводнение в Канберре в 1971 году — стихийное бедствие, произошедшее в округе Уоден-Велли австралийской столицы Канберры 26 января 1971 года.
В результате наводнения погибли 7 человек, 15 были ранены. Общее число пострадавших от наводнения составило около 500 человек. Ущерб был оценён страховыми компаниями в 9 миллионов австралийских долларов.
За проведение спасательных работ во время наводнения пять офицеров австралийской полиции были награждены британскими государственными наградами. Констебль Джефф Браун получил медаль Королевы за отвагу, ещё четверо полицейских были удостоены благодарности королевы за храброе поведение.
После этого инцидента дороги и дренажная система округа были перестроены для предотвращения подобных случаев в будущем.